# GAZ-3310
Der GAZ-3310 (russisch ГАЗ-3310), häufig auch unter dem Beinamen Waldai (russisch Валдай), ist ein Lastkraftwagen des russischen Fahrzeugherstellers Gorkowski Awtomobilny Sawod. Er wurde bereits 1999 auf einer Moskauer Automesse präsentiert, seit Ende 2003 in Serie produziert und hat keinen direkten Vorgänger. Andere Quellen geben auch 2004 als erstes Baujahr an. Ende 2015 wurde die Produktion eingestellt.

## Beschreibung

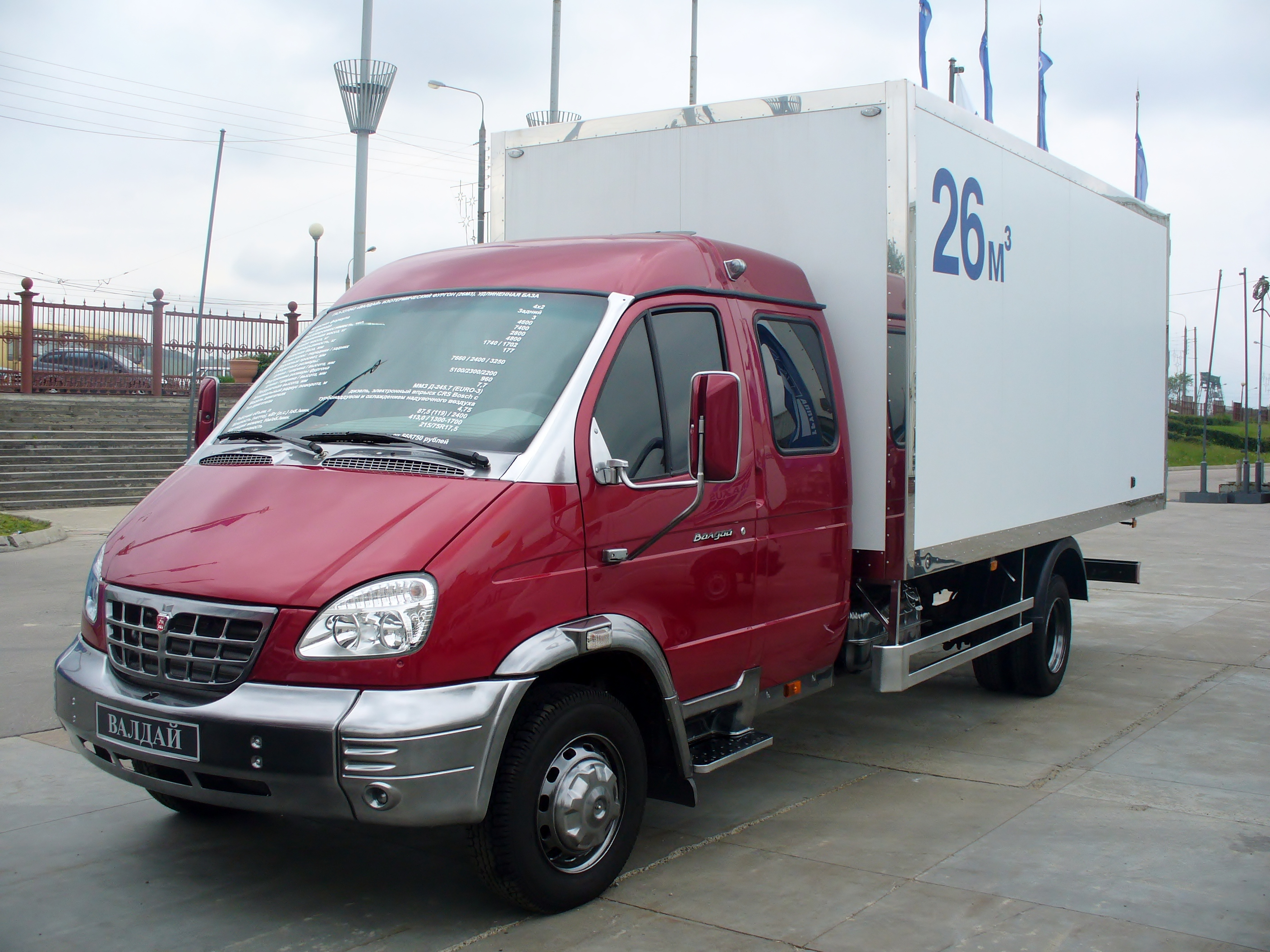
Ein GAZ-331043 mit Doppelkabine, 2008

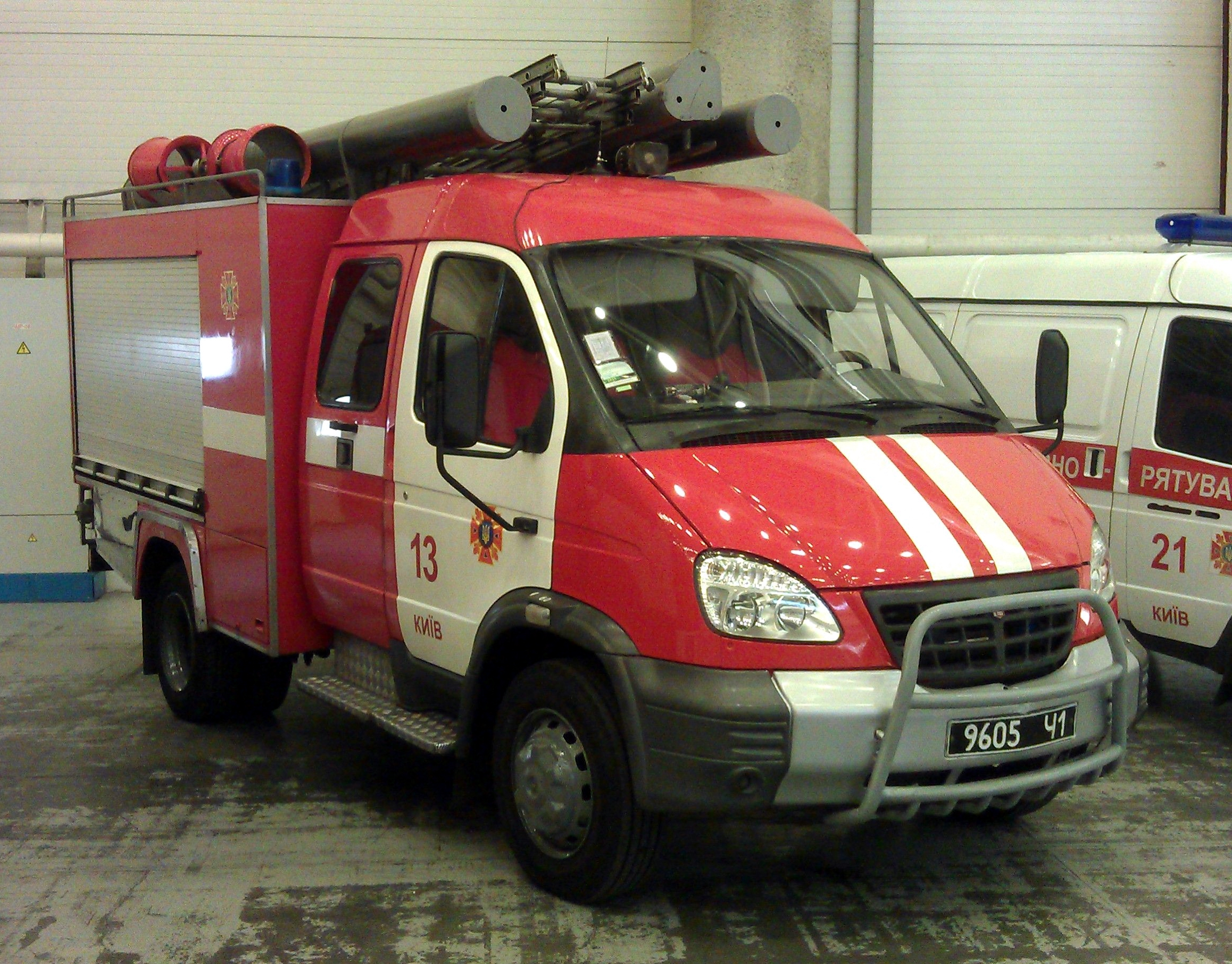
Ein GAZ-3310 als Feuerwehrfahrzeug mit kurzem Radstand und Doppelkabine, 2015

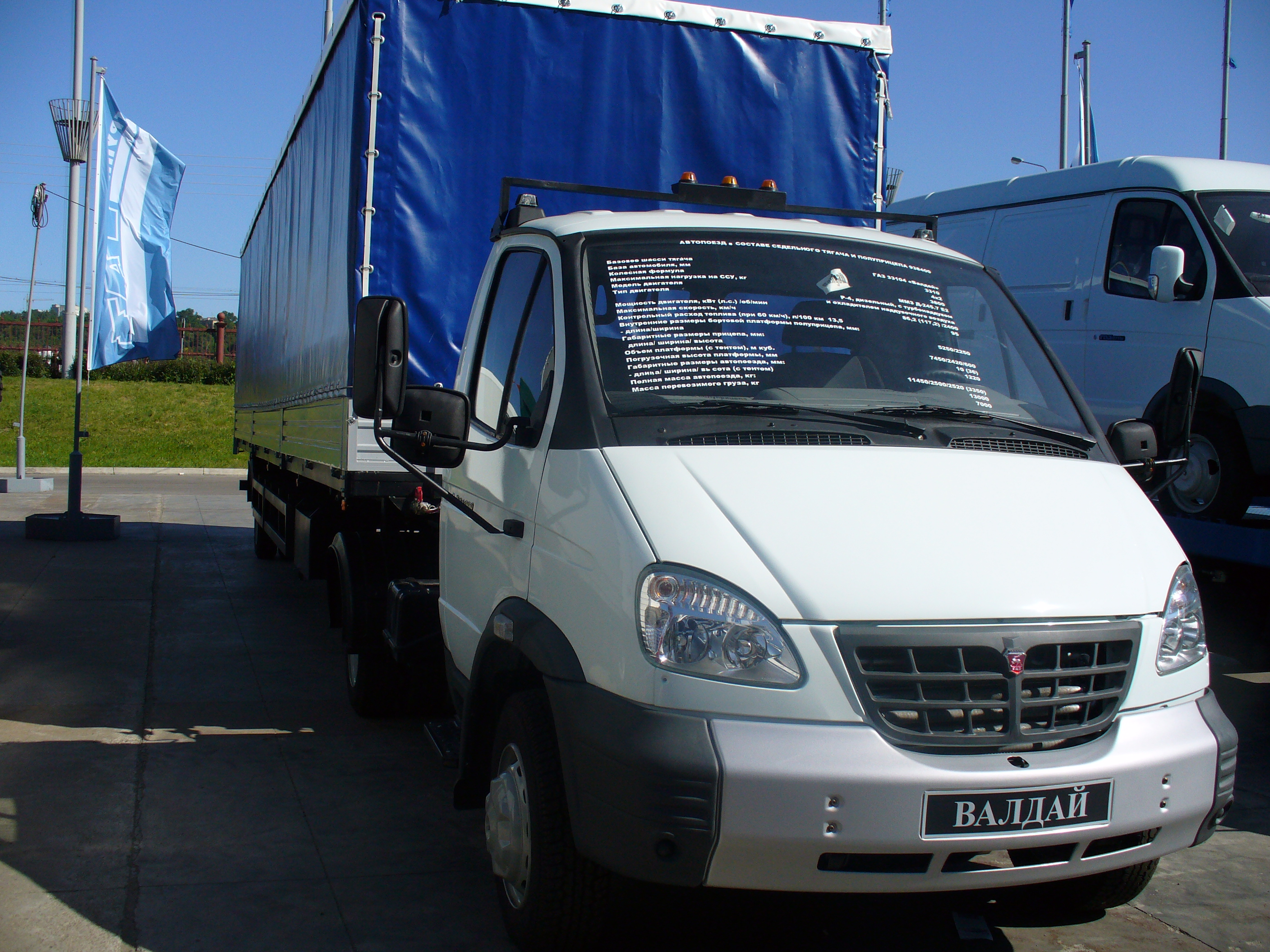
Ein GAZ-33104 als Sattelzugmaschine mit Auflieger, 2007

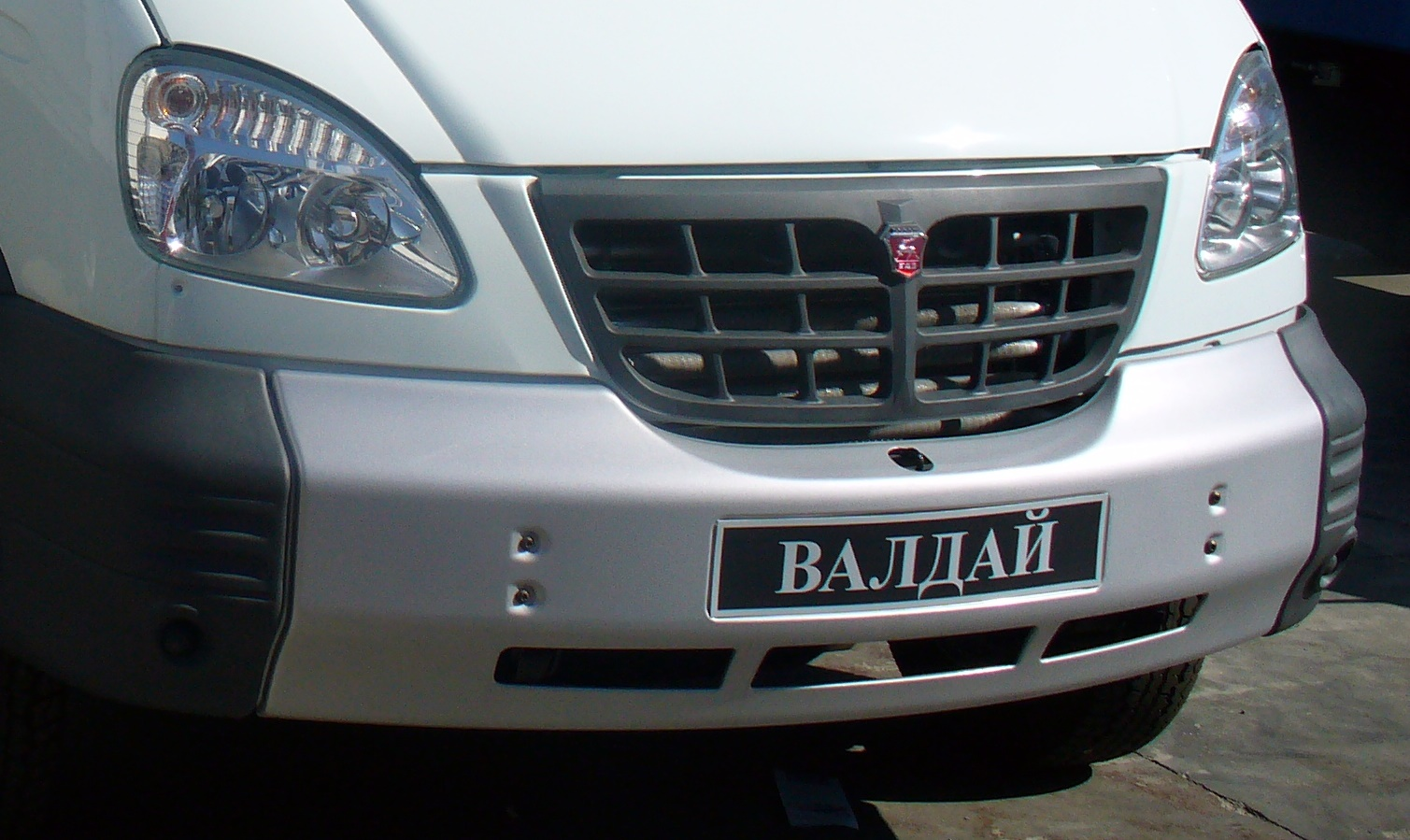
Der gegenüber dem GAZelle vergrößerte Kühlergrill

Der Lastwagen ist größenmäßig oberhalb des Kleintransporters GAZelle und unterhalb des GAZ-3307 angesiedelt. Das Fahrerhaus ähnelt insbesondere in der Formgebung dem des Kleintransporters stark, weist aber einige Abweichungen auf, anhand derer die Fahrzeuge zu unterscheiden sind. Der GAZ-3310 besitzt einen größeren Kühlergrill sowie andere Rückspiegel, die nicht in Farbe der Kabine lackiert sind. Weiterhin hat das Fahrzeug zum Einsteigen zwei Trittstufen, eine mehr als der GAZelle. Auch die Formgebung der Türen wurde leicht variiert.
In der ersten Generation der Fahrzeuge ab 2003/04 kamen Dieselmotoren aus russischer Fertigung, namentlich das Modell MMS-D245 E2 zum Einsatz. Ab 2010 wurden die Lkw mit Importmotoren von Cummins Engine bestückt. Es gibt Ausführungen mit einfacher oder verlängerter Kabine, die Anzahl der Sitzplätze (inklusive Fahrer) beträgt entweder drei oder sechs. Außerdem wurden zwei unterschiedliche Fahrgestelle angeboten, die Standardvariante mit 3310 Millimeter Radstand, sowie ein verlängertes Modell mit 4000 Millimeter. Die Lenkung lieferte ZF Friedrichshafen zu. Der Motor ist seit 2010 für eine maximale Laufleistung von 500.000 Kilometer ausgelegt.
Gegen Ende der Produktionszeit gingen die Verkaufszahlen zurück. So wurden im Jahr 2014 noch 4029 Exemplare abgesetzt, 2015 nur noch 1040. Im Dezember 2015 wurde die Produktion nachfolgerlos eingestellt.

## Technische Daten
Für das Modell GAZ-33106.
- Motor: Reihen-Vierzylinder-Viertakt-Dieselmotor
- Motortyp: Cummins ISF3.8s3154
- Hubraum: 3,76 l
  - Bohrung: 102 mm
  - Hub: 115 mm
- Leistung: 112 kW (152 PS)
- Drehmoment: 491 Nm
- Verdichtung: 17,2:1
- Verbrauch: 12 l/100 km bei 60 km/h und 15 l/100 km bei 80 km/h
- Höchstgeschwindigkeit: 105 km/h
- Maximal befahrbare Steigung mit zulässigem Gesamtgewicht: 25 %
- Antriebsformel: 4×2

Abmessungen und Gewichte
- Länge: 6050 mm
- Breite: 2643 mm
- Höhe mit Plane: 3060 mm
- Höhe Ladekante: 1070 mm
- Radstand: 3310 mm
- Bodenfreiheit: 177 mm
- Spurweite vorne: 1740 mm
- Spurweite hinten: 1702 mm
- Minimaler Wendekreis: 13,6 m
- Länge der Ladefläche: 3494 mm
- Breite der Ladefläche: 2176 mm
- Höhe Bordwand: 518 mm

- Zulässiges Gesamtgewicht: 7400 kg
- Leergewicht: 3325 kg
- Zuladung: 4075 kg
- Maximale Achslast vorne: 3325 kg
- Maximale Achslast hinten: 5200 kg

## Modellvarianten
Auf Basis des GAZ-3310 wurden mehrere Modellvarianten gebaut. Die Liste ist nicht abschließend.
- GAZ-33104 – Grundmodell, ab Ende 2003 bzw. Anfang 2004 in Serie gebaut, kurzer Radstand
- GAZ-331041 – Modell mit längerem Radstand, ab 2004 in Serie hergestellt
- GAZ-331043 – Modell mit Doppelkabine, ab 2004 gefertigt
- GAZ-33106 – Modell mit kurzem Radstand und Cummins-Dieselmotor
- GAZ-331061 – siehe GAZ-33106, jedoch mit verlängertem Radstand
- GAZ-331063 – Modell mit langem Radstand und Cummins ISF 3,8-Dieselmotor, ab 2010 in Serie
- GAZ-SAZ-2505 – Fahrzeug mit Kipperaufbau auf Basis des GAZ-33104, ab 2005 gebaut
- GAZ-SAZ-2505-13 – Ebenfalls ein Kipper, jedoch mit höherer Kippmulde und mit Doppelkabine, ab 2005 gebaut
- NAMI-GAZ-3310-Schulbus – Prototyp eines Schulbusses auf dem Fahrgestell des GAZ-3310 von 2006, nur ein Fahrzeug wurde gebaut
- Ruta 37 – Bus auf Basis des GAZ-3310, seit 2007 in Produktion

Zudem existieren umgebaute Modelle als Feuerwehrfahrzeuge und Sattelzugmaschinen.